# Carlos Bianco
Carlos Alberto "Carli" Bianco (Quilmes, Buenos Aires; 21 de abril de 1976 ) es un político y economista argentino. Actualmente se desempeña como Ministro de Gobierno de la Provincia de Buenos Aires, designado en diciembre de 2023 por el gobernador Axel Kicillof. Anteriormente, fue Jefe de Gabinete de Ministros de la Provincia de Buenos Aires entre 2019 y 2021 y Jefe de Asesores del Gobernador.

## Biografía
Bianco es el segundo hijo de un matrimonio de trabajadores de Quilmes. Su padre Hugo Bianco, de orientación antiperonista, fue verdulero, feriante y luego transportista de áridos y abono para viveros, actividad en la que Carlos se desempeñó manejando un camión mientras comenzaba sus estudios universitarios. 
Realizó sus estudios sencundarios en el Comercial 3 de Quilmes con orientación bachiller contable, porque "le gustaban los números". Luego estudió Comercio Internacional en la Universidad Nacional de Quilmes (UNQ), donde más tarde también se doctoró en Desarrollo Económico. En esa misma universidad es actualmente Docente-Investigador Ordinario Adjunto del Departamento de Economía.
Su participación en la vida académica le permitió establecer vínculos clave que marcarían su carrera política. En el segundo semestre de 1998 conoció a Kicillof que dictaba el curso “Corrientes económicas contemporáneas” y quedó cautivado:

“Fue muy cautivante porque las referencias que teníamos eran tipos de otra generación, los profesores a los que admirábamos eran Bernardo Kosacoff, Fernando Porta, Gustavo Lugones, tipos de 30 años más que nosotros. Fue la primera vez que apareció un pibe, y era como un par. Y aparte la forma en que Axel daba clase, la forma en que explicaba, con Axel leíamos a los autores originales”.

En 2002 Bianco fue ayudante de cátedra de Kicillof en la cátedra Economía II de la Universidad de Buenos Aires
También se sumó junto a Kicillof al Centro de Estudios para el Desarrollo Argentino (CENDA), un centro de estudios económicos y sociales constituido por un grupo de jóvenes investigadores del Conicet y universidades nacionales del que formaban parte economista comos Cecilia Nahón, Cristian Girard y Augusto Costa, entro otro. Realizaban informes donde criticaron la política económica del primer gobierno de Néstor Kirchner y en particular la gestión económica de su primer ministro de economía, Roberto Lavagna. Cuando el ministro se fue, ellos comenzaron a acercarse al kirchnerismo.

## Campaña por la Gobernación de Buenos Aires en 2019
Bianco fue jefe de campaña de Axel Kicillof en las elecciones provinciales de 2019 que lo convirtieron en gobernador con el 52.4% de los votos. 
La campaña se caracterizó por un enfoque territorial, recorriendo los 135 municipios de la provincia en un Renault Clio modelo 2011 propiedad del propio Bianco, un vehículo que se convirtió en un símbolo de la campaña y al que apodaron "Kicimóvil" 
El concepto detrás de la campaña, que inició informalmente en 2016 a poco de comenzado el gobierno de Mauricio Macri era "visitar cada rincón de la provincia", "pueblo por pueblo", una estrategia liderada por Bianco que fue el conductor y acompañante permanente de las recorridas del candidato. En cada distrito daba una charla abierta sobre las consecuencias de las políticas macristas, haciendo especial hincapié en la gestión de la gobernadora María Eugenia Vidal, bajo el eslogan "Vidal es Macri".
Según declaraciones del propio Bianco, este contacto directo con los ciudadanos permitió construir una narrativa de cercanía y autenticidad, lo que resultó en una exitosa comunicación con los votantes. 

## Trayectoria como funcionario público
En 2010, Bianco fue convocado por Cecilia Nahón para desempeñarse en la Cancillería Argentina, bajo el mando de Héctor Timerman. Ocupó el cargo de Subsecretario de Desarrollo de Inversiones y Promoción Comercial y luego Secretario de Relaciones Económicas Internacionales del Ministerio de Relaciones Exteriores y Culto
entre 2013 y 2015. Tras dejar la Cancillería, fue asesor de la Secretaría de Relaciones Internacionales de la CTA de los Trabajadores.
En diciembre de 2019, fue designado Jefe de Gabinete de Ministros de la Provincia de Buenos Aires por Axel Kicillof, cargo que ocupó hasta septiembre de 2021. En esa fecha fue reemplazado por Martín Insaurralde tras la derrota electoral en las PASO del Frente de Todos. Kicillof lo nombró entonces Jefe de Asesores de la Gobernación.
Desde diciembre de 2023, Carlos Bianco ocupa el cargo de Ministro de Gobierno de la provincia de Buenos Aires, designado por el gobernador Axel Kicillof. 
A pesar de haber perdido su rol central como Jefe de Gabinete tras las elecciones PASO de 2021, Bianco se mantuvo como un hombre clave para Kicillof. Tras la renuncia de Martín Insaurralde debido al escándalo del “yategate”, la Jefatura de Gabinete fue disuelta y muchas de sus funciones pasaron al Ministerio de Gobierno bajo el mando de Bianco.
El Ministerio de Gobierno de Bianco absorbió 12 de las 19 competencias que estaban bajo la Jefatura de Gabinete, incluida la administración del Instituto de Lotería y Casinos y la gestión del Estadio Único de La Plata. Bianco comentó en una entrevista que las funciones "más políticas" quedaron en su cartera, mientras que otras áreas se redistribuyeron en diferentes ministerios.

## Frente Popular Patria y Futuro
En mayo de 2024 en la ciudad de La Plata, Bianco anunció la creación del Frente Popular Patria y Futuro, un espacio político destinado a articular diferentes organizaciones sociales, sindicales y rurales dentro del campo nacional y popular. Este movimiento se lanzó como una iniciativa como alternativa al modelo ultraliberal de Javier Milei y fortalecer una agenda progresista, funcionando como una plataforma política para posicionar a Kicillof de cara a las elecciones nacionales de 2025 y 2027. .
Durante su discurso de presentación, Bianco hizo una severa autocrítica al gobierno de Alberto Fernández, destacando que el "gobierno anterior fracasó" en su intento por mejorar la distribución del ingreso, lo que él considera un aspecto clave para un gobierno de corte popular.
Fue asesor judicial para el Ministerio de Justicia de la Nación, la Procuración del Tesoro de la Nación, el Honorable Senado de la Nación y el Honorable Senado de la Provincia de Buenos Aires.
Entre los dirigentes que forman parte de Patria y Futuro se cuentan el secretario general de Sindicato de Prensa de Buenos Aires, Agustín Lecchi; la exministra de Mujeres, Género y Diversidad Elizabeth Gómez Alcorta; la secretaria de Relaciones Internacionales y Soberanía de la UTEP, Fernanda Pereyra; el secretario general de la Metrodelegados, Alberto Pianelli, entre otros. 

## Otras actividades
Bianco es presidente del Club Social y Deportivo Tucumán de Quilmes.

## Libros
- Bianco, Carlos (2020). ¿Cómo salir de la crisis?. Sofía Sternberg, Diego Coatz, Marcelo García, Sebastián Soler (coautores), Cecilia Todesca Bocco (prólogo). Capital Intelectual. ISBN 978-987-614-589-3. «Este libro analiza los retos de la economía argentina al final del gobierno de Cambiemos, enfocándose en los problemas históricos y actuales que enfrenta el país, y propone debates indispensables para iniciar la recuperación económica.»

- Lugones, Gustavo Eduardo (2012). Teorías del comercio internacional. Carlos Bianco, Fernando Peirano (colaboradores). Universidad Nacional de Quilmes. «Aborda las principales teorías del comercio internacional, cubriendo desde los economistas clásicos hasta los neoclásicos, con un enfoque en desarrollo tecnológico, competitividad, y globalización.»